# Мляко на прах
Млякото на прах или сухото мляко е млечен продукт, който се произвежда чрез извличане на водата от прясното мляко.

## История
Според немската Уикипедия, първото сухо мляко като храна за кърмачета е разработено от Юстус фон Либих през 1865 г. Две години по-късно Анри Нестле променил рецептата и започнал да я предлага под своята марка. Първият метод за производство на сухо мляко в САЩ е разработен от Samuel R. Percy, за него той получил американски патент на 9.04.1872 г.
В другите езикови версии на Уикипедия се споменават по-ранни методи за производство.

## Производство
Прясното мляко съдържа около 87,5 процента вода. За да се произведе от него мляко на прах водното му съдържание се редуцира до около 3 процента (свързана вода). Това става предимно чрез сушене на прясното мляко. Преди това млякото се сгъстява в изпарители. Често използвани методи са сушенето чрез разпръскване, барабанното сушене и лиофилизацията (сублимационното сушене).
Сушенето чрез разпръскване дава много фин прах, който се разтваря бързо при производството на течно мляко. При него течността се разпръсква с дюза на фини капки, които се утаяват в поток от горещ въздух или инертен газ. Поради голямата специфична повърхност водата се изпарява много бързо.
При барабанното сушене предварително сгъстения концентрат се нанася върху въртящи се барабани/валци, които се нагряват отвътре с водна пара. Изсушеният продукт е под формата на люспи, затова се обработва евентуално в мелници. Заради по-дългия и интензивен контакт, при сушенето с валци е възможно да настъпят промени - карамелизиране на част от лактозата, покафеняване на продукта и др. Поради коагулирането на белтъците, полученото по този метод сухо мляко се разтваря по-трудно във вода. Тези свойства обаче не са недостатък при производството на шоколад.
За производството на един килограм мляко на прах са необходими около шест до седем литра мляко. Готовият продукт съдържа около 26 процента мазнини, 25 процента белтъчини и 38 процента млечна захар (лактоза). Ако се ползва обезмаслено мляко, тогава типичното съдържание на млечния прах е: 36 процента белтъчини и 52 процента млечна захар. Остатъчното съдържание на (свързана) вода е около 4 процента. При обработката при висока температура се губят част от витамините. По тази причина в някои страни към млякото на прах се добявя напр. витамин D.

## Употреба
От млякото на прах може да се поизведе отново течно мляко. При това трябва да се използва гореща вода, иначе млякото може да се разслои. Това намира приложение напр. в кафе-машините.
Млякото на прах се използва често за производството на сирене/кашкавал, кисело мляко, сладкарски и тестени изделия, най-вече шоколад. Също така то е основна съставка за производството на бебешки храни. Освен това намира приложение в области, където трайността и намаленото тегло са от предимство (туризъм, хранителни военновременни запаси и др.)
При производството на шоколад се предпочита мляко на прах, защото получената смес от мляко, захар, ядки, какао и др. е гъста и се обработва по-лесно и бързо. Ако се използва само прясно мляко, би се получила почти течна смес, която се нуждае от значителна допълнителна обработка.
В България бялото саламурено сирене се произвежда отчасти от мляко на прах.
Сухото мляко също така може да се използва като фураж за животни и влиза в състава на различни примамки в риболова. По-екзотична е например употребата на млякото на прах в медицината, в препарати ускоряващи кръвосъсирването (хемокоагуланти) и в молекулярната биология.
За да стабилизира пазара на мляко, ЕС в годините около 2014 започва изкупуване на значителни количества мляко на прах, голяма част от тях за износ.

## Съхранение и вкус
Млякото на прах поема лесно влага от въздуха и става на бучки, при това (пре)кристализира млечната захар. След време то става напълно неразтворимо във вода, тъй като изкристализира и казеинът (млечният белтък). Накрая то придобива неприятен мирис и вкус, дължащ се на различни бактериологични процеси. Директните слънчеви лъчи водят до неприятен вкус, причинен от разлагането на някои мазнини от ултравиолетовите лъчи. Контактът с кислород от въздуха води до оксидиране на някои мазнини, но ефектът от това се забелязва едва след около 6-12 месеца.
По тези причини за съхранението на млякото се препоръчват плътно затворени съдове и опаковки, които предпазват от контакт с влагата от въздуха. Препоръчва се съхранение в хладни помещения с постоянна температура.

## Предимства и недостатъци
Недостатък при производството на сухото мляко е високият разход на енергия. Известно е, че водата има висока топлина на изпарение. При сушенето се губят част от витамините, по тази причина някой път се добяват допълнително витамини.
Предимство е например трайността (в хартиени чували около 6 месеца), което позволява съхранение за по-дълго време. При това, за разлика от прясното мляко, не е нужно охлаждане, и е нужно значително по-малко пространство. По тази причина разходите за съхранение и транспорт са по-ниски.